# Pont romain (Le Cheix)
Le pont romain est un pont de pierre franchissant la Morge dans la commune du Cheix dans le nord du département français du Puy-de-Dôme, dans la région Auvergne-Rhône-Alpes. Il date en réalité de la fin du Moyen Âge et est classé monument historique depuis octobre 1974.

## Localisation
Le pont est situé dans le nord du département du Puy-de-Dôme, entre Aigueperse et Riom, dans la commune du Cheix, au sud-ouest du village et un peu à l'extérieur de celui-ci, à la limite des communes de La Moutade et de Cellule. 

## Description
Il est erronément appelé pont romain car il date du XVe siècle ou du début du XVIe siècle soit la fin du Moyen Âge. Le pont est composé d'une seule arche en arc de cercle, d'une volée de 13 mètres, présentant un dos d'âne marqué et bordé d'un parapet de faible hauteur. Il présente la particularité d'avoir d'un côté une rampe d'accès formant un coude avec l'arche. Son gabarit est assez étroit, 1,30 m de largeur. Il est construit en moellons grossièrement assemblés par assises horizontales.

## Historique

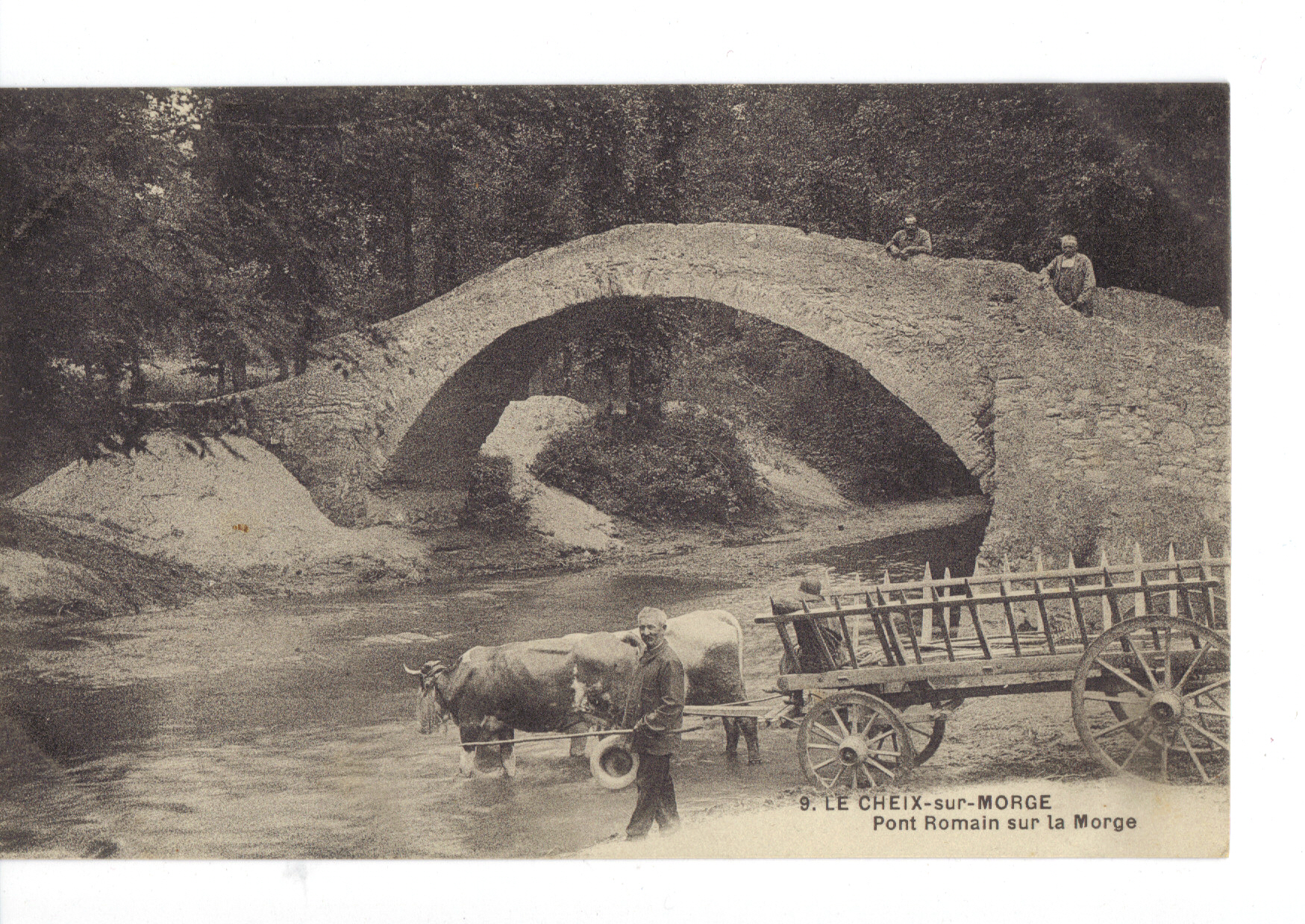
Le pont romain vers 1930.

Sa date de construction exacte n'est pas connue. Comme de nombreux ponts de ce type et en raison de l'ancienneté de sa construction, il a été appelé pont romain mais son étroitesse, son type de maçonnerie et le fait qu'il ne soit pas sur une voie romaine rendent peu probable une construction aux temps antiques mais plus certainement au XIVe siècle ou XVe siècle. Il permettait l'accès au château du Cheix qui fut détruit en 1595 par La Boulaye. Il permit ensuite le passage à sec des ânes transportant la farine des moulins proches. 
Le pont a servi de lieu de tournage en 1969 pour une scène du film L'Enfant sauvage de François Truffaut qui fut principalement tourné dans la commune voisine d'Aubiat.